# Cuphea vesiculigera
Cuphea vesiculigera är en fackelblomsväxtart som beskrevs av Robert Crichton Foster. Cuphea vesiculigera ingår i släktet blossblommor, och familjen fackelblomsväxter. Inga underarter finns listade i Catalogue of Life.